# Epigénese

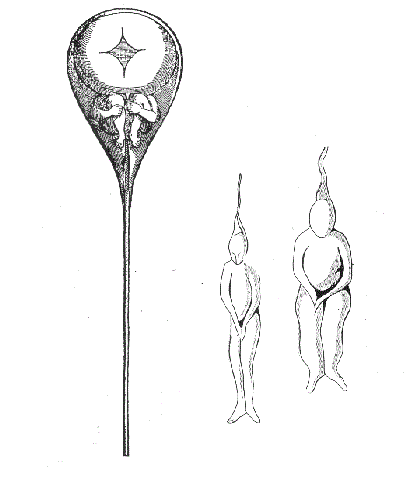
Representação de um homúnculo no espermatozoide

Para explicar a determinação sexual e o desenvolvimento individual de um organismo foram criadas duas teorias: a teoria da epigênese e a da pré-formação.
A teoria da epigênese tenta explicar o desenvolvimento individual de um organismo e foi criada pelo filósofo grego Aristóteles (384-322 a.C.) , a partir de suas observações em embrião de galinha, por exemplo, onde ele viu que o animal gradualmente adquiriu forma. Essa teoria afirma que o desenvolvimento do embrião é dado por um zigoto amorfo, ou seja, sem forma ou diferenciação determinada . O filósofo considerava os pais como os "princípios geradores" e que cada organismo, individualmente, começa de novo  . Assim, a epigênese acredita que o organismo não está formado no ovo fertilizado, mas sim, que ele cresce progressivamente a partir de alterações profundas que ocorrem durante a embriogênese.
A teoria do pré-formacionismo, surgida nos séculos XVII e XVIII, veio para se opor à epigênese. O pré-formacionismo dizia que o espermatozoide já possuía uma miniatura do organismo pré-formada, denominada homúnculo, o qual estudiosos afirmaram ser possível de ser visualizado em microscópio. Portanto, o desenvolvimento se dava apenas em crescimento .
Entre 1838 e 1839 as discussões foram abandonadas, graças à teoria celular (Mathias Schleiden e Theodor Schwan). Mas, atualmente, podemos aceitar uma miscelânea de ambas àquelas teorias: uma epigênese de algo pré-formado  . Ou seja, após a fecundação e a integração do DNA do espermatozóide ao DNA do ovócito, a massa, inicialmente uniforme, diferencia-se com a determinação do genoma.
É importante não confundir com a epigenética, teoria de regulação gênica, que afirma que o desenvolvimento não depende apenas do código genético ou de alterações na sequência do DNA, mas que também é influenciado pelo meio ambiente e determinantes extrínsecos, como a alimentação, por exemplo.